# Nouvelair Tunisie
Nouvelair Tunisie (arabisch الطيران الجديد تونس, DMG aṭ-Ṭayarān al-Ǧadīd Tūnis, im Außenauftritt kurz Nouvelair, ursprünglich Air Liberté Tunisie) ist eine private tunesische Fluggesellschaft mit Sitz in Monastir und Basis auf dem Flughafen Monastir.

## Geschichte
Nouvelair wurde im Oktober 1989 als Tochterunternehmen der französischen Air Liberté gegründet und firmierte bis 1996 als Air Liberté Tunisie. Am 21. März 1990 begann der Flugbetrieb mit zunächst einer von der Muttergesellschaft übernommenen McDonnell Douglas MD-83 und 1997 konnten zwei weitere Maschinen dieses Typs beschafft werden. 1998 begann die Umstellung auf die Flugzeugmuster der Airbus-A320-Familie, von denen derzeit fünfzehn Exemplare im Einsatz stehen. Die beiden verbliebenen von GECAS geleasten MD-83 wurden Anfang 2007 ausgemustert. 2002 wurde die 1-Million-Passagiere-Grenze erreicht. 2010 absolvierten die Flugzeuge der Nouvelair 46.707 Flugstunden.

## Eigentumsverhältnisse und Tochterunternehmen
Mehrheitsaktionär von Nouvelair ist seit 1995 der tunesische Touristikkonzern TTS Group (Tunisian Travel Service), welcher 1968 von Aziz Milad ursprünglich als Incoming-Agentur für Neckermann Reisen gegründet wurde.
Nouvelair betreibt die Tochterunternehmen Nouvelair Handling für die Bodenabfertigung, Sabena Technics für die Luftfahrzeug-Instandhaltung, Tunisie Catering als Caterer (indirekte Beteiligung über Newrest) und ist teilweise beteiligt an den Flugschulen ATCT (Airline Training Center of Tunisia) und Safe Flight Academy.
Für Flugzeugvermietungen, u. a. an Libyan Airlines, und einen geplanten Linienflugbetrieb innerhalb der Maghreb-Staaten gründete man 2002 die Nouvelair International Airways, welche später in Fly International Airways umbenannt wurde; 2005 stellte diese jedoch den Betrieb wieder ein.

## Flugziele
Nouvelair bietet Flüge innerhalb Tunesiens und nach Europa an. Im deutschsprachigen Raum werden Hannover, Leipzig, Frankfurt am Main, Stuttgart, München, Düsseldorf und einige mehr  bedient.

## Flotte

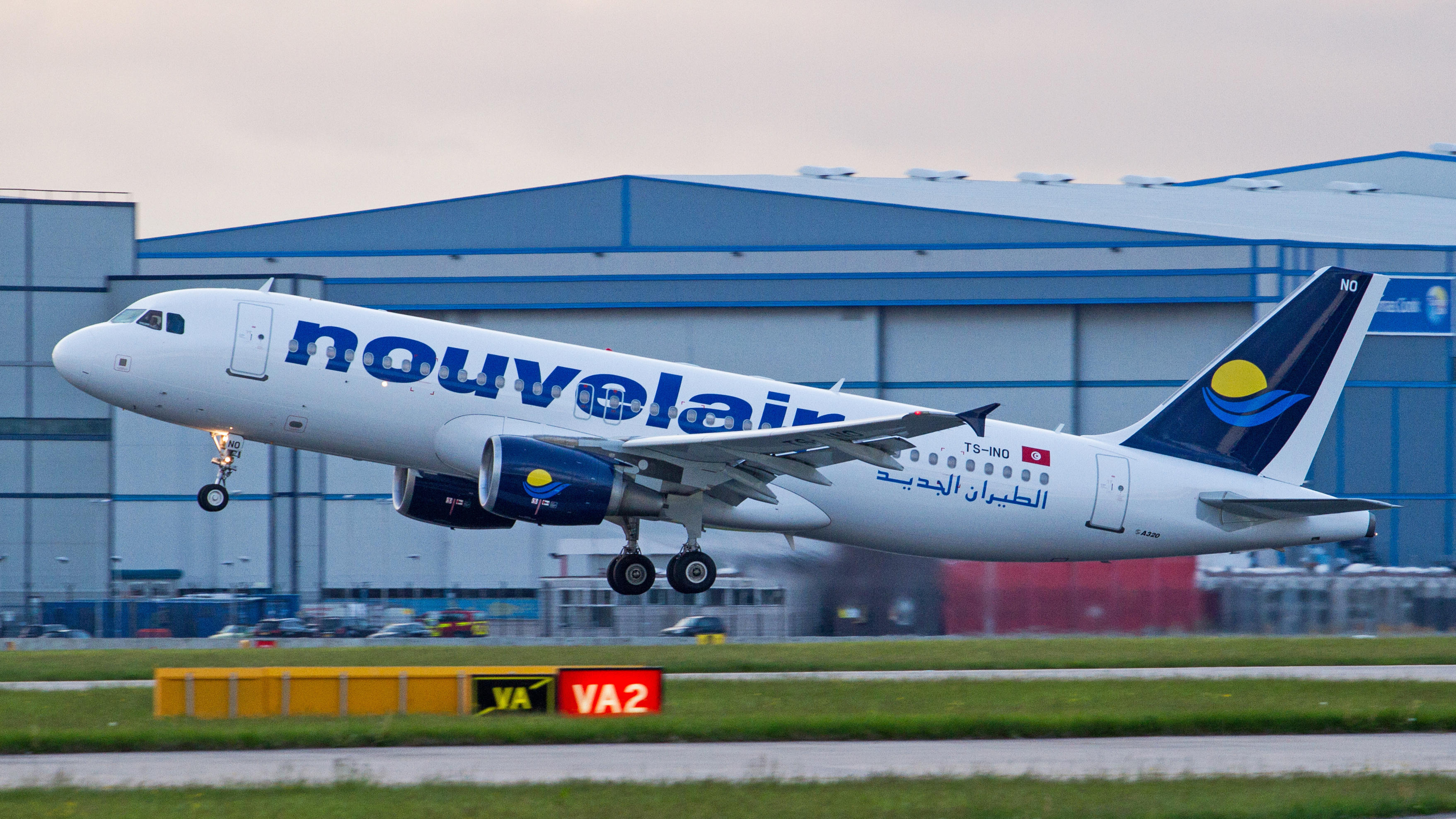
Airbus A320-212 der Nouvelair

Mit Stand März 2024 besteht die Flotte der Nouvelair aus 13 Flugzeugen mit einem Durchschnittsalter von 15,2 Jahren:
| Flugzeugtyp     | aktiv | inaktiv | Anmerkungen                                   | Sitzplätze | Durchschnittsalter |
| --------------- | ----- | ------- | --------------------------------------------- | ---------- | ------------------ |
| Airbus A320-200 | 13    |         | zwei inaktiv; zwei mit Sharklets ausgestattet | 177 180    | 15,2 Jahre         |
| Airbus A320neo  | 2     | 1       | Auslieferung 2026                             | 186        |                    |
| Gesamt          | 15    |         |                                               |            | 15,2 Jahre         |

## Trivia
- 2024 wurde Nouvelair vom Travel-Tech-Unternehmen Air Help als Ergebnis einer Analyse von 109 Fluggesellschaften nach Faktoren wie Kundenzufriedenheit, Pünktlichkeit und dem Umgang mit Entschädigungsforderungen, auf den 107. Platz gereiht und damit zur drittschlechtesten Fluggesellschaft gekürt.[9]